# 22618 Silva Nortica
22618 Silva Nortica este un asteroid din centura principală, descoperit pe 28 mai 1998, de Miloš Tichý.